# Cap-Pelé
Cap-Pelé är en ort i Kanada.   Den ligger i provinsen New Brunswick, i den östra delen av landet, 900 km öster om huvudstaden Ottawa. Antalet invånare är 2 256.